# Get the Knack
Get the Knack è il primo album in studio del gruppo musicale statunitense The Knack, pubblicato l'11 giugno 1979.

## Tracce
Lato A
1. Let Me Out (Doug Fieger, Berton Averre) – 2:20
2. Your Number or Your Name (Fieger, Averre) – 2:57
3. Oh Tara (Fieger) – 3:04
4. (She's So) Selfish (Fieger, Averre) – 4:30
5. Maybe Tonight (Fieger) – 4:00
6. Good Girls Don't (Fieger) – 3:07

Lato B
1. My Sharona (Fieger, Averre) – 4:52
2. Heartbeat (Bob Montgomery, Norman Petty) – 2:11
3. Siamese Twins (The Monkey and Me) (Fieger, Averre) – 3:25
4. Lucinda (Fieger, Averre) – 4:00
5. That's What the Little Girls Do (Fieger) – 2:41
6. Frustrated (Fieger, Averre) – 3:51